# Rheumaptera varia
Rheumaptera varia là một loài bướm đêm trong họ Geometridae.